# Gaius Cassius Parmensis
Gaius Cassius Parmensis (* um 74 v. Chr.; † 31 oder 30 v. Chr. in Athen) war ein römischer Politiker und lateinischer Schriftsteller der ausgehenden Römischen Republik, der zum Kreis der Verschwörer gegen Gaius Iulius Caesar gehörte.

## Leben
Cassius Parmensis stammte aus dem Zweig der römischen Gens Cassia, der bei der Gründung der Stadt Parma an der Via Aemilia im 2. Jahrhundert v. Chr. eine wichtige Rolle spielte. Die antiken Kommentatoren des Horaz notierten, dass er ein Anhänger der Lehren Epikurs gewesen sei.
Im Frühjahr 44 v. Chr. beteiligte sich Cassius Parmensis an dem Attentat römischer Senatoren gegen Caesar. Nach dem Mord wurde er 43 v. Chr. Quästor und stellte eine Flotte auf, die vor der Küste der Provinz Asia Gaius Cassius Longinus gegen Publius Cornelius Dolabella unterstützte. Dabei schrieb er von Zypern einen Lagebericht an Cicero, der in dessen Korrespondenz überliefert ist.
Im November 43 wurde Cassius Parmensis durch die Triumvirn Marcus Antonius, Octavian und Lepidus wie viele andere Gegner Caesars proskribiert. Nach der Niederlage der Partei der Caesarmörder in der Schlacht bei Philippi (Herbst 42 v. Chr.) sammelte er die noch übriggebliebenen Truppenverbände und konnte sich mit der intakten Flotte für eine Weile bei Sextus Pompeius in Sizilien in Sicherheit bringen. Nach dessen Niederlage im Jahr 36 v. Chr. begleitete er den gestürzten „Seekönig“ noch bis nach Kleinasien, um sich dann während der letzten Kämpfe in Bithynien Antonius anzuschließen.
An der von Antonius und Octavian mit teils wüsten Untergriffen und Verleumdungen geführten Propagandaschlacht, die deren entscheidender kriegerischer Auseinandersetzung um die Alleinherrschaft im Römischen Reich voranging, nahm auch Cassius Parmensis mit heftigen Verbalattacken gegen den Caesarerben teil. Er behauptete, dass Octavian von niedriger Abstammung sei und nur aufgrund eines homosexuellen Verhältnisses mit Caesar erreicht habe, von diesem zum Erben bestimmt zu werden. Ferner habe Octavian seine einzige Tochter Iulia zur Gemahlin des reichen, aber „barbarischen“ Adeligen Koson von Dakien machen wollen.
Am 2. September 31 v. Chr. focht Cassius Parmensis unter Antonius’ Kommando in der Schlacht von Actium. Seine Flucht vor der Rache Octavians währte insgesamt zwölf Jahre, länger als die aller anderen Mitverschworenen, doch nach dem Niedergang des Antonius verlor er zuletzt jegliche Ausweichmöglichkeit, da der Adoptivsohn Caesars nun das gesamte römische Reich beherrschte. Nach der Niederlage von Actium floh Cassius nach Athen, wo er spätestens 30 v. Chr. als angeblich letzter noch lebender Caesarmörder gestellt und von Lucius Varus im Auftrag Octavians getötet wurde. Dies sei ihm durch einen schrecklichen Traum vorhergesagt worden.
Als Dichter schrieb Cassius Parmensis Tragödien, Satiren, Elegien und Epigramme, die nach dem Urteil des Horaz nicht unbedeutend waren. Nichts aus seinem Werk ist erhalten. Bekannt sind nur die Titel zweier Tragödien, Thyestes und Brutus, deren erste angeblich von seinem Mörder Varus gestohlen und anschließend als eigenes Werk ausgegeben wurde. Der Stil seines Briefs an Cicero erscheint vor allem in seinen Schmeicheleien eher kompliziert und pedantisch, beweist aber auch eine gute militärische Beobachtungsgabe. Bei der häufig unter Bezug auf eine andere Stelle bei Horaz gehörten Behauptung, Cassius sei zusammen mit seinen Werken verbrannt worden, handelt es sich vermutlich um eine Verwechslung.
Marcus Terentius Varro zitiert einen Vers des Cassius:

“Nocte intempesta nostram devenit domum”

„In tiefer Nacht kam er in unser Heim“